# Bengalgam
Bengalgam (Gyps bengalensis) är en fågel i familjen hökar hemmahörande i Syd- och Sydostasien. På 1980-talet uppskattades den vara "världens vanligaste rovfågel" med flera miljoner individer, men sedan dess har den minskat mycket kraftigt i antal till följd av förgiftning från veterinärmedicinen diklofenak. 2018 uppskattades populationen till färre än 15 000 individer och arten kategoriseras sedan 2000 av internationella naturvårdsunionen IUCN som akut hotad.

## Utseende
Bengalgamen är en typisk, medelstor gam med fjäderlös hals och nacke, breda vingar och kort stjärt. Denna art är minst av gamarna i släktet Gyps, men fortfarande en mycket stor fågel med en kroppslängd på 75-93 centimeter. Fågeln kännetecknas av vitt hals och halskrage, samt vitt på rygg, övergump och undre vingtäckare som kontrasterar med den i övrigt mörka fjäderdräkten. Kroppen är svart och armpenorna silvergrå. Huvudet har en skär anstrykning och näbben är silverfärgad. Ungfågeln är mestadels mörk och tar fyra till fem år att få den adulta fågelns fjäderdräkt. I flykten syns en mörk bakkant på vingen samt ett vitt band på undersidan. Undre stjärttäckare är svarta.

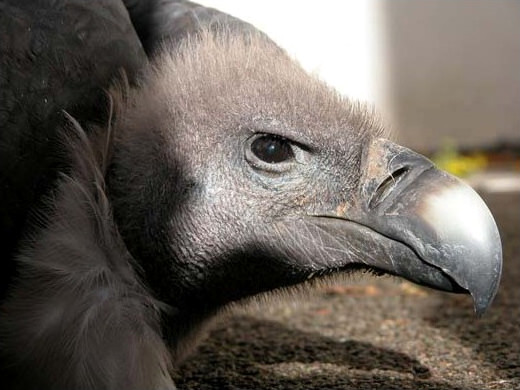
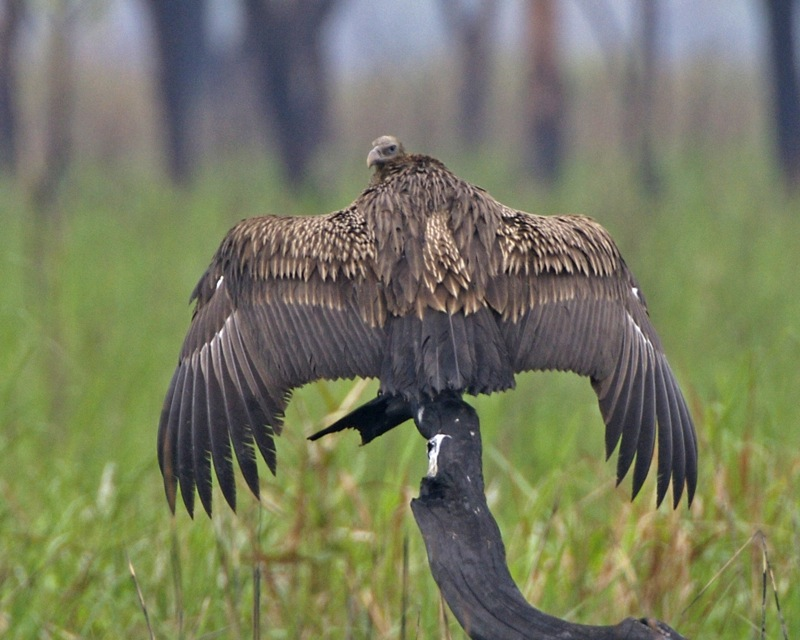
Juvenil.

## Utbredning
Fågeln förekommer från sydöstra Iran, Afghanistan (möjligen oregelbundet) och Pakistan österut genom Indien och Nepal till Myanmar, södra Kina (Yunnan) och Indokina, tidigare även Malackahalvön. I Iran har dock inga fynd noterats sedan 1972. Den behandlas som monotypisk, det vill säga att den inte delas in i några underarter.

## Levnadssätt

### Häckning
Bengalgamen bygger sitt bo på höga träd, ofta nära mänsklig bebyggelse. Allan Octavian Hume noterade 1896 att den föredrog banjan, Ficus religiosa, Terminalia arjuna och neem. Den häckar från november till mars, med äggläggning huvudsakligen i januari, vanligen i nära anslutning till andra par. Boet är en meter i diameter och 15 cm tjockt, fodrat med gröna löv. Honan lägger vanligtvis ett enda vitt ägg med blågrön anstrykning. Om häckningen misslyckas förstör honan boet.
Ägget ruvas i 30-35 dagar. Ungen stannar i boet i tre månader efter kläckning. Boet återanvänds inte alltid och tas ofta över av rödhuvad gam eller stora ugglor som gråuv.

### Föda
Liksom andra gamar lever bengalgamen av kadaver från döda djur som den hittar genom att kretsflyga på hög höjd och följa andra asätare. Ett försök på 1800-talet placerades en död hund i en säck som hissades upp i ett träd ska ha bevisat att bengalgamen kan hitta as enbart med luktens hjälp. Den ses ofta flyga och sitta i flock.
Bengalgamen blir ofta aktiv när morgonsolen värmt upp luften så att termik kan bildas som fågeln använder för att kretsflyga. När den hittar as landar de kvickt och tar snabbt för sig. Den sitter ofta i ett närbeläget träd och har också noterats inta föda efter mörkrets inbrott. Bengalgamen domineras vid aset av den större arten rödhuvad gam. Förutom as sväljer den även gamla och intorkade ben från små däggdjur.

## Status och hot

### I Sydasien
Bengalgamen var tidigare en mycket vanlig art på Gangesslätten i Indien och sågs till och med inne i stora städer sittande på alléträd. 1949 noterade Hugh Whistler i sin fågelguide att arten är "vanligast av alla gamar i Indien och torde vara välbekant för besökare till tystnadens torn i Bombay". Före 1990-talet ansågs den vara ett störande element, framför allt för flygplanstrafik på grund av kollisionsolyckor. Men 1990 hade arten redan blivit ovanlig i delstaten Andhra Pradesh, i Guntur- och Prakasham-distrikten. Jakt utförd av ursprungsbefolkningen Banda ansågs ligga bakom. Samma år orsakade en tropisk cyklon att ett stort antal boskap dog, men inga gamar syntes till vid de döda kropparna.
Sedan 1990-talet har bengalgamen, liksom smalnäbbad gam, minskat med hela 99 procent i Indien och andra länder i närheten. Nedgången tros bero på förgiftning av veterinärmedicinen diklofenak. Rester i kadaver från boskap leder till njursvikt hos gamarna. Undersökningar har visat att gamar (samt i viss mån andra fåglar) har en annorlunda blodförsörjning av njuren än till exempel njuren hos däggdjur, och hos gamar/fåglar tros diklofenak hämma blodflödet till njurbarken. En annan veterinärmedicin, ketoprofen, har också konstaterats vara dödlig för gamar, möjligen även nimeluside. Idag uppskattas endast mellan 3 500 och 15 000 individer finnas kvar. Ett vidare bekymmer är att dödligheten verkar drabba hanar i större utsträckning än honor, vilket betyder att antalet häckande par är än lägre.

### I Sydostasien
Endast bestånden i Kambodja och Myanmar anses återstå, även om dessa är mycket små. Arten försvann dock från Sydostasien nästan helt före diklofenak-krisen, troligen på grund av födobrist.

## Bevarandeåtgärder
I Indien blev diklofenak förbjudet inom veterinärmedicinen 11 mars 2006, i Nepal augusti 2006, i Pakistan strax därefter och i Bangladesh i oktober 2010. En ersättning har nu utvecklats som är ofarlig för gamarna, meloxikam. Detta har lett till att diklofenak minskat i kadaver i Indien, i Nepal med 90% sedan 2006. Fortfarande 2009 slussades dock diklofenak, fortfarande tillåtet att använda på människor, över till veterinärmedicinen via svarta marknader. Som svar på detta förbjöd Indien 2015 alla diklofenakprodukter i större mängder än 3 ml (dosnivå anpassad för människan), vilket tros göra diklofenak för dyr och komplicerad att använda på boskap.
Bevarandeåtgärder i övrigt omfattar uppfödning i fångenskap och återinplantering samt anlaga åtlar eller "gamrestauranger". Två ungar kläcktes i fångenskap i januari 2007, tydligen de första i världen. Dessa dog dock efter ett par veckor, troligen på grund av oerfarenhet hos föräldrarna som var förstagångshäckare, ett inte ovanligt fenomen bland rovfåglar. Flera "Vulture Safe Zones" (gamsäkra zoner) har utvecklats i Indien, Nepal, Pakistan och Bangladesh.